# 恩代恩代
恩代恩代（法語：Ndendé）是加蓬南部恩古涅省的一个镇，同时也是Dola Department的县治。恩代恩代在利伯维尔以南549千米、国道N1号与国道N6号的交汇处。2006年人口为6,346人。